# 어득강
어득강(魚得江, 1470년 ~ 1550년)은 조선의 문신이다. 본관은 함종(咸從). 자는 자순(子舜). 호는 자유(子游)·관포당(灌圃堂)·혼돈산인(渾沌山人)이다. 관직은 대사간(大司諫)과 대사성(大司成)을 역임하고 가선대부(嘉善大夫)에 이르렀다.

## 생애
1492년(성종 23년) 진사시에 합격했다. 1496년(연산군 2년) 식년 문과에 병과로 급제하여 군수(郡守) 등을 역임하며, 1507년(중종 2년) 산음(山陰) 현감으로서 백성을 구휼하였다.
1510년(중종 5년) 사헌부 장령(掌令)으로서 인재를 천거하였다. 1516년 교리(校理), 1518년 헌납(獻納)을 역임하였다. 
1529년(중종 24년) 대사간(大司諫)에 올라 형의 남용, 악포의 성행, 왕자녀의 호화로운 저택 등에 대해 건의하였다. 역시 중종 24년에 서점을 만들자고 건의했다가 당시 영의정과 좌.우의정이 "우리나라 풍속에 일찍이 없었던 일"이라고 반대한 탓에 좌절됐다.
1538년(중종 33년) 대사성(大司成)이 되었다.
1549년(명종 4)에 종2품 가선대부(嘉善大夫)로 가자(加資)되었으며, 상호군으로 재직 중 사직을 청하였다.

## 저서
- 『동주집(東洲集)』

## 추모
경상남도 고성군 대가면의 갈천서원(葛川書院)에 제향되었다.

## 평가
농담과 해학을 잘해 『어우야담(於于野譚)』에 중종과 해학한 일이 전한다. 조선 세종조를 배경으로 어득강을 주인공으로 한 『어득강전(魚得江傳)』이라는 소설이 전해진다.

## 가족
- 증조부 : 어변질(魚變質)
  - 조부 : 어효원(魚孝源)
    - 부 : 어문손(魚文孫) -  함종 어씨 13세손 훈도공파(訓導公派) 파조
    - 처부 : 강인범(姜仁範) 
      - 처: 진주 강씨
        - 사위 : 하숙
          - 외손자 : 하진보(河晉寶, 1530년 ~ 1585년)